# Wielka Synagoga w Radomsku
Wielka Synagoga w Radomsku – nieistniejąca obecnie synagoga znajdująca się w Radomsku przy ulicy Berka Joselewicza.
Synagoga została zbudowana w 1908 roku. Podczas II wojny światowej hitlerowcy zburzyli synagogę. Po wojnie nie została odbudowana.
Murowany budynek synagogi wzniesiono na planie prostokąta, w stylu neoromańskim. Na fasadzie głównej znajdowały się dwa rzędy, wysokich, półokrągle zakończonych okien. W centralnej części znajdowały się dwa wejścia dla mężczyzn, a po bokach wejścia dla kobiet, prowadzące na babiniec. Całość wieńczył trójkątny przyczółek, na szczycie którego znajdowały się tablice Dekalogu, wypisane złoconymi literami.
Wnętrze podzielone było na dwie części, obszerny przedsionek, z którego wchodziło się do głównej sali modlitewnej, którą z trzech stron otaczały galerie dla kobiet. Na wschodniej ścianie znajdował się niezwykle bogato zdobiony Aron ha-kodesz, a przed nim stała bima i pulpit kantora. Jednym z najbardziej charakterystycznych elementów synagogi było sklepienie pomalowane na błękitny kolor z gwiazdami, księżycem, słońcem i znakami zodiaku. Całość oświetlały wielkie, bogato zdobione, ze szlifowanego, gładkiego szkła żyrandole.